# Cerkev sv. Petra in Pavla, Sankt Peterburg
Cerkev sv. Petra in Pavla (rusko Петропавловский собор; uradno ime: cerkev vrhovnih apostolov Petra in Pavla, rusko: Собор во имя первоверховных апостолов Петра и Павла) je cerkev v Sankt Peterburgu, v osrčju Petropavlovske trdnjave. Glavna cerkev ruskega carstva, dokončana leta 1733, je služila kot pokopališče rodbine Romanovih. Državni muzej je od leta 1924. Stolp, visok 122,5 m, je bil od leta 1733 do leta 2012 najvišja stavba v Sankt Peterburgu in najvišja v Rusiji do leta 1952.
Cerkev je del Unescove svetovne dediščine pod naslovom Zgodovinsko središče Sankt Peterburga in pripadajoče skupine spomenikov.

## Zgodovina
Leta 1703 je imel Peter Veliki v Petropavlovski trdnjavi zgrajeno začasno leseno cerkev, ki se je sprva uporabljala le v vojaške namene. Švicarskemu arhitektu Domenicu Trezziniju je naročil impozantno naslednico iz kamna, ki je bila določena za glavno cerkev carstva in grobišče carske hiše. Gradnja se je začela leta 1712. Cerkvena ladja sledi ruskemu dvoranskemu tipu, kar je za velike ruske cerkve precej nenavadno.
Ko je car 28. januarja 1725 umrl, sta stala samo temeljna stena in stolp. Cerkev je bila dokončana leta 1733 po 21 letih gradnje. Njen 122,5 metra visok stolp z vetrnico v obliki angela, ki se vrti okoli gredi 6,4 metra visokega križa na pozlačenem vrhu, je ostal, po naročilu Petra Velikega, najvišja stavba v mestu - do izgradnje mestnega televizijskega stolpa.
Prvotno lesena čelada stolpa je bila obnovljena po udaru strele leta 1756 in je dobila težka in masivna zgornja nadstropja po načrtih Nizozemca Harmana van Bolesa. Dva portika sta bila dodana v poznem 18. stoletju. Leta 1773 je bila dodana kapela svete Katarine. Konica stolpa je bila obnovljena leta 1858 po vzoru na koničasto iglo stolpa Admiraltete na drugem bregu Neve s kovino in obložena s pozlačenimi bakrenimi ploščami.
Znana je postala zgodba o krovcu Pjotru Teluškinu, ki je na vršno čelado, poškodovano zaradi strele leta 1830, povzpel z vrvjo lestvijo in v šestih tednih dela spet dvignil angela in križ. Cerkev so boljševiki leta 1919 zaprli in leta 1924 preuredili v muzej. Obredi se izvajajo znova od leta 2000. Za 300-letnico leta 2012 je bila cerkev obsežno obnovljena.

## Oprema
Notranjost krasijo kopije trofej iz velike severne vojne in freske. Ikonostas, ki ni več poslikana stena kot v stari ruski umetnosti, je zasnovan kot plastično obogaten, baročni arhitekturni element, narejen iz triumfalnih ločnih motivov, ki tvori nekakšen stolp nad svetiščem in se nanaša na zmage v severni vojni, ki so postavile carja Petra I. v krog velikih evropskih sil. Prižnica je nenavadna tudi za rusko pravoslavno cerkev. Po njegovem mnenju je bila uporabljena le enkrat - po objavi Leva Tolstoja leta 1902 ortodoksno-kritičnega romana Vstajenje.
Cerkev ima tipično flamski kariljon, darilo flamskega mesta Mechelen v Flandriji.

## Funkcija cerkve
Cerkev je posvečena svetnikoma Petru in Pavlu, zavetnikoma trdnjave (sveti Peter je tudi zavetnik mesta). Trenutna cerkev je druga na tem mestu. Prvo, zgrajeno kmalu po Petrovi ustanovitvi mesta, je aprila 1704 posvetil nadškof Iov iz Velikega Novgoroda.
Cerkev je bila stolna cerkev (tj. sedež škofa; sobor (собор) v ruščini lahko pomeni sedež škofa, lahko pa pomeni tudi preprosto veliko ali pomembno cerkev) mesta do 1859 (ko je cerkev svetega Izaka postala mestna stolnica.) Sedanja stolna cerkev Sankt Peterburga je Kazanska cerkev na Nevskem prospektu.
Cerkev je bila leta 1919 zaprta in leta 1924 spremenjena v muzej. Uradno je še vedno muzej; verske službe pa so se nadaljevale leta 2000.

## Carske grobnice
V cerkvi so posmrtni ostanki skoraj vseh ruskih carjev in caric od Petra Velikega do Nikolaja II. in njegove družine, ki je bila končno položena k počitku julija 1998. Tu je bila 34 let pokopana tudi cesarica Katarina Velika.
Tu nista pokopana le Peter II. in Ivan VI. Peter II. Ruski je pokopan v cerkvi nadangela Mihaela v Moskovskem kremlju; Ivana VI. so usmrtili in pokopali v trdnjavi Šlisselburg ali Holmogori (domnevno odkritje v Holmogoriju leta 2010 je trenutno pod forenzično preiskavo).
28. septembra 2006, 78 let po njeni smrti, je carica Marija Feodorovna Ruska znova pokopana v cerkvi sv. Petra in Pavla. Žena carja Aleksandra III. in mati Nikolaja II. (zadnjega ruskega carja) Marija Feodorovna je umrla 13. oktobra 1928 v izgnanstvu na rodnem Danskem in bila pokopana v stolnici v Roskildeju na Danskem. Leta 2005 sta se vladi Danske in v Rusije dogovorili, da je treba posmrtne ostanke carice vrniti v Sankt Peterburg v skladu z njeno željo, da bi jo pokopali poleg njenega moža.

## Zvonik
Zvonik (s konico) je prevladujoča značilnost te cerkve in trdnjave v celoti. Kot del strukture služi več funkcijam:
- Je arhitekturni simbol, pomemben del njegove oblike in Petropavlovske trdnjave.
- Je del carskih grobnic, ki so v pritličju.
- Je strelovod, ki ščiti cerkev.
- Ima razgledna ploščad, na katero je možen dostop vsako uro od 12:00 do 18:00.
- V njem je kariljon, na katerem se občasno izvajajo koncerti.

Ko so leta 1997 restavratorji čistili angela na konici, so našli steklenico s sporočilom, ki je ostala v enem od pregibov angelove obleke. V opombi so se restavratorji iz leta 1953 opravičili za tisto, za kar so slutili, da je bilo narejeno na hitro in grdo (sovjetski premier Nikita Hruščov je želel, da bi bil angel obnovljen za 250-letnico mesta tistega leta). Govorili so, da so prenovitelji leta 1997 pustili še eno sporočilo za prihodnje generacije, vendar vsebina tega sporočila ni bila razkrita.

### Zgodovina kariljona
Ko je ruski car Peter I., leta 1698 obiskal Nizozemsko, je v Amsterdamu in Leidnu slišal popolnoma uglašene harmonije kariljonov vseh 24 ur na dan, vsake četrt ure samodejno. Kasneje leta 1717 je obiskal Flandrijo inkognito in se povzpel na stolp stolnice v Antwerpnu, kjer je zagotovo slišal enega od dveh kariljonov v enem od stolpov te stolnice. Navdušen je bil nad zvokom in si želel takega, kot je ta, za svojo novo cerkev v Sankt Peterburgu. Torej ga je leta 1720 naročil iz Nizozemske. V Amsterdamu je bil edini takratni zvonar Jan Albert de Grave poročen z vdovo Clauda Fremyja. Jan Albert de Grave je bil domnevno zvonar, ki je naredil te zvonove. (Nekaj let pozneje je naredil tudi kariljon za Potsdamu.) Ljudje v Sankt Peterburgu so lahko le kratek čas poslušali ta dobro uglašen instrument. Leta 1756 je stolp v nevihti pogorel. Vsi zvonovi so se izgubili.
Leta 1757, le eno leto po tej katastrofi, so iz Nizozemske naročili nov kariljon - tokrat pri zvonarju v Hoornu z imenom Johan Nicolaas Derck. Ulil je zvonove in izdelovalec ur Barend Oortkras jih je iz Haaga odpeljal v Sankt Peterburg, da bi jih namestil. Ko je prispel, stolpa še niso postavili, zato jih ni mogel namestiti. Oortkras je ostal v Sankt Peterburgu, vendar je leta 1764 umrl v revščini, preden je bil stolp dokončan. Ta novi kariljon je leta 1776 namestil nemški urar Johann Erdmann Rudiger. Rudiger je bil najet tudi za igranje zvonov. Izdelovalec zvonov Derck svojih zvonov ni mogel dobro prilagoditi, zato so ruski mojstri nekaj zvonov preoblikovali v 19. stoletju. Slišati je, da tudi to ni uspelo. Tako je bil leta 2001 na jugu Nizozemske narejen nov komplet 51 zvonov. Zvonovi so bili uliti in kariljon, postavila ga je kraljeva livarna Petit & Fritsen iz Aarle-Rixtela iz severnega Brabanta. Kariljon obsega 51 zvonov z bruto težo 15.160 kg; največji zvon tehta približno 3 tone, najmanjši pa le 10 kg. Kariljon ima razpon štirih oktav, zato je na tem instrumentu mogoče izvajati večino klasične in moderne glasbe.
Kariljon cerkve sv. Petra in Pavla je darilo vlade Flandrije in več kot 350 sponzorjev iz različnih držav Sankt Peterburgu. Prispevek je bil predstavljen v imenu belgijske kraljice Fabiole, belgijskega sklada kralja Boudewijna, vlade Flandrije, oblasti različnih flamskih mest in skupnosti, vključno s podjetji ter finančnimi institucijami, kulturnimi skupnostmi, šolami in univerzami ter tudi običajni državljani Belgije, Rusije, Anglije, Nemčije, Litve, Nizozemske, Nove Zelandije, Portugalske, ZDA in Japonske.